# 錫特尼察河
42°23′15″N 19°11′34″E / 42.3876°N 19.1929°E
錫特尼察河是蒙特內哥羅的河流，位於該國東南部，流經首都波德戈里察，屬於莫拉查河的右支流，河道全長90公里，流域面積3,125平方公里。